# Jonquerets-de-Livet
Jonquerets-de-Livet település Franciaországban, Eure megyében. Lakosainak száma 342 fő (2018. január 1.). Jonquerets-de-Livet Chamblac, Ferrières-Saint-Hilaire, Granchain és Landepéreuse községekkel határos.

## Népesség
A település népességének változása:
| Lakosok száma | 278  | 225  | 220  | 221  | 264  | 285  | 289  | 303  | 313  | 342  |
|               | 1962 | 1968 | 1982 | 1990 | 1999 | 2008 | 2011 | 2013 | 2017 | 2018 |